# (29337) Hakurojo
(29337) Hakurojo ist ein Asteroid des Hauptgürtels, der am 6. Januar 1995 vom japanischen Amateurastronomen Tsutomu Seki am Geisei-Observatorium (IAU-Code 372) in der Präfektur Kōchi entdeckt wurde.
Benannt wurde der Asteroid nach der Burg Himeji in Himeji in der japanischen Präfektur Hyōgo, die wegen ihrer Schönheit den Beinamen Hakuro-jō bzw. Shirasagi-jō (白鷺城, dt. „Weißer-Reiher-Burg“) trägt und bereits mehrfach als Filmkulisse für international bekannte Produktionen diente.